# Death Coming
Death Coming est un jeu vidéo d'observation en temps réel développé et édité par Next Studio, sorti en 2017 sur Windows.

## Système de jeu
Death Coming est un jeu d'observation où votre objectif est de récolter un maximum d'âmes humaines. Pour cela, vous pouvez utiliser l'environnement du jeu à votre profit dans le but de tuer et récolter un maximum d'âmes. En effet, vous pouvez interagir avec la plupart des objets mais vous ne pouvez pas contrôler les humains. Vous devrez donc menez à bien votre mission tout en veillant à ne pas attirer l'attention des agents de lumière.

## Accueil
- Canard PC : 6/10[4]
- Rock, Paper, Shotgun : « Death Coming se donne un mal fou pour ne plus être le jeu amusant qui était pourtant là, visible, devant vos yeux. » (John Walker)[5]